# Кастане-Толозан
Кастане́-Толоза́н (фр. Castanet-Tolosan, окс. Castanet Tolosan) — коммуна во Франции, находится в регионе Юг — Пиренеи. Департамент — Верхняя Гаронна. Административный центр кантона Кастане-Толозан. Округ коммуны — Тулуза.
Код INSEE коммуны — 31113.

## География

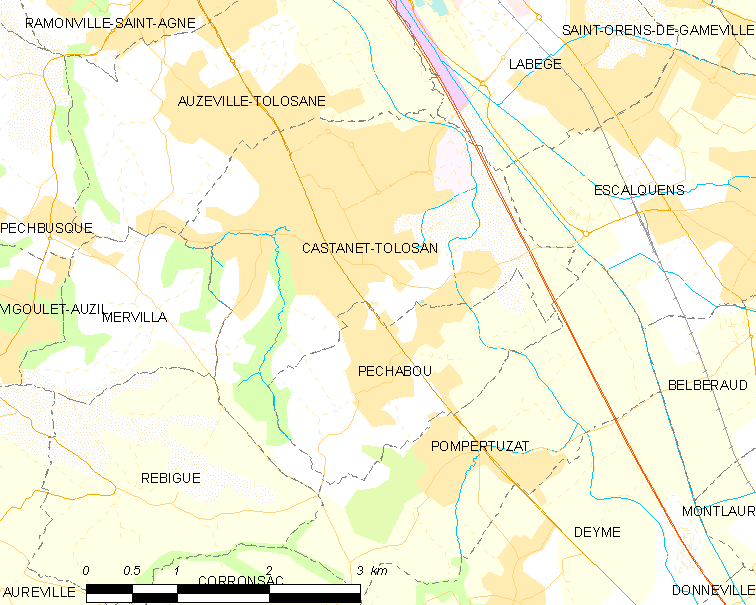
Карта коммуны

Коммуна расположена приблизительно в 600 км к югу от Парижа, в 11 км к юго-востоку от Тулузы.
На востоке коммуны проходит Южный канал.

## Климат
Климат умеренно-океанический. Зима мягкая и снежная, весна характеризуется сильными дождями и грозами, лето сухое и жаркое, осень солнечная. Преобладают сильные юго-восточные и северо-западные ветры.

## Население
Население коммуны на 2010 год составляло 11 033 человека.
| 1962 | 1968 | 1975 | 1982 | 1990 | 1999   | 2010   |
| ---- | ---- | ---- | ---- | ---- | ------ | ------ |
| 1544 | 1847 | 2996 | 4668 | 7697 | 10 394 | 11 033 |

## Администрация
| Период | Период | Фамилия     | Партия                   | Примечания               |
| ------ | ------ | ----------- | ------------------------ | ------------------------ |
| 1945   | 1960   | Домаз Оба   |                          | член генерального совета |
| 1960   | 1992   | Ален Лезуэн | Социалистическая партия  |                          |
| 1992   | 2001   | Луи Барду   | Социалистическая партия  | член генерального совета |
| 2001   | 2020   | Арно Лафон  | Демократическое движение |                          |

## Экономика
В 2010 году среди 7315 человек трудоспособного возраста (15—64 лет) 5439 были экономически активными, 1876 — неактивными (показатель активности — 74,4 %, в 1999 году было 74,4 %). Из 5439 активных жителей работали 5046 человек (2413 мужчин и 2633 женщины), безработных было 393 (187 мужчин и 206 женщин). Среди 1876 неактивных 896 человек были учениками или студентами, 600 — пенсионерами, 380 были неактивными по другим причинам.

## Достопримечательности
- Церковь Свв. Гервасия и Протасия (XIX век). Исторический памятник с 1993 года[4]
- Замок Рабоди (XIII век)
- Больница Св. Иакова
- Южный канал: шлюз Кастане (XIX век). Исторический памятник с 1998 года[5]
- Южный канал: акведук Кастане (1687 год). Исторический памятник с 1998 года[6]

## Города-побратимы
- Элиникон — Арьируполис (Греция, с 1990)
- Санта-Лучия-ди-Пьяве (Италия, с 2005)
- Кокорештий-Мислий[англ.] (Румыния)

## Фотогалерея

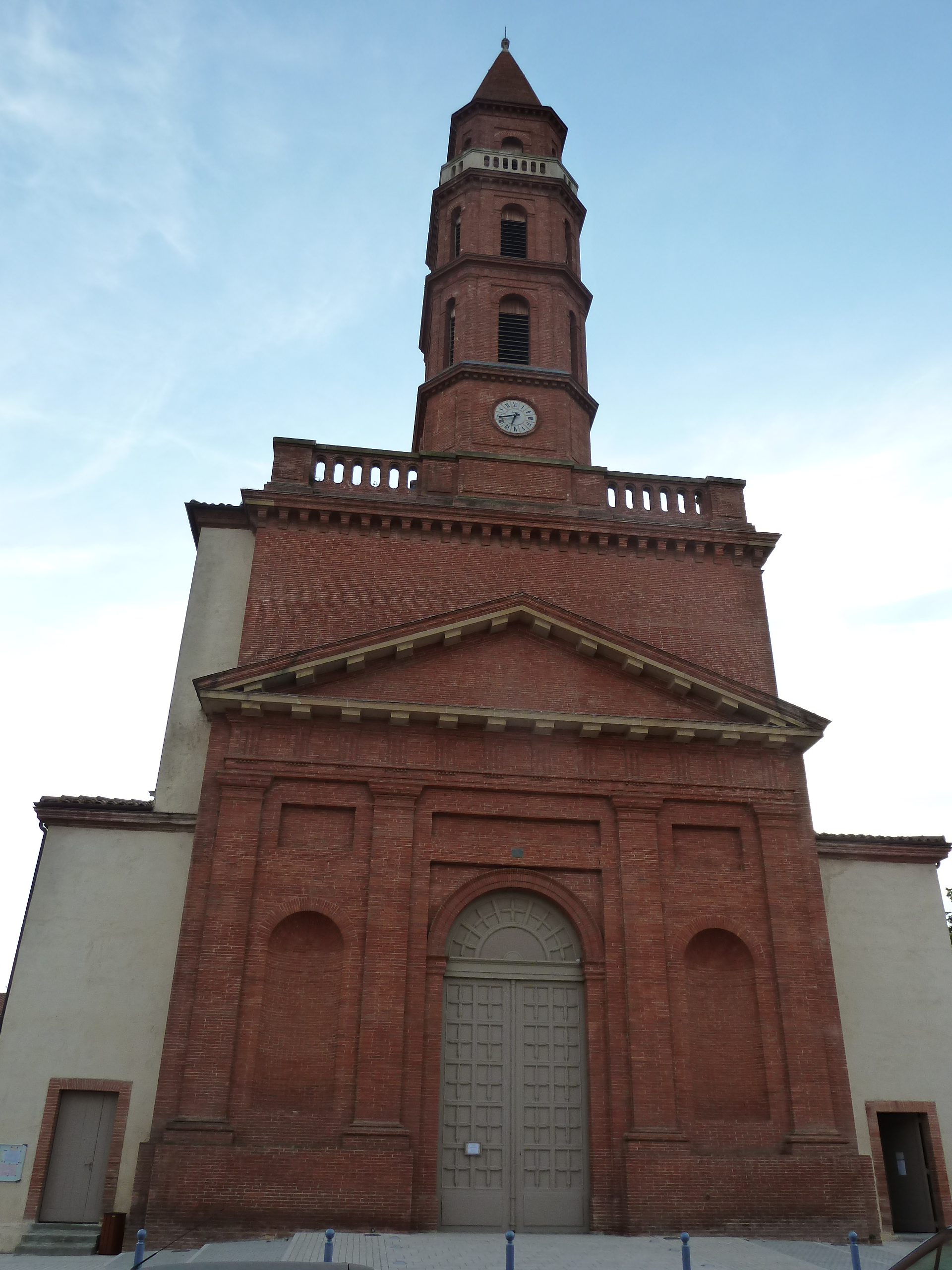
Церковь Свв. Гервасия и Протасия
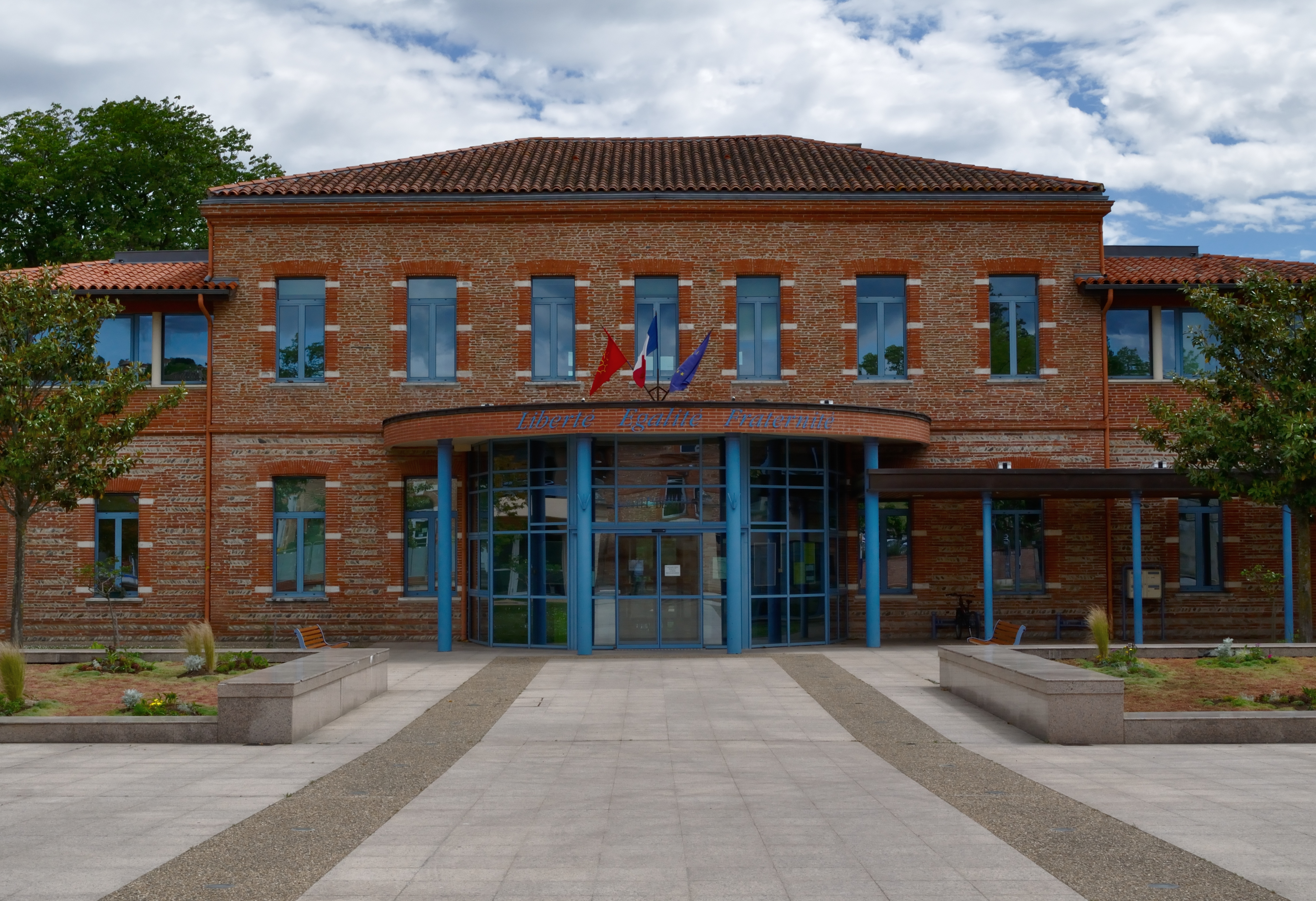
Мэрия
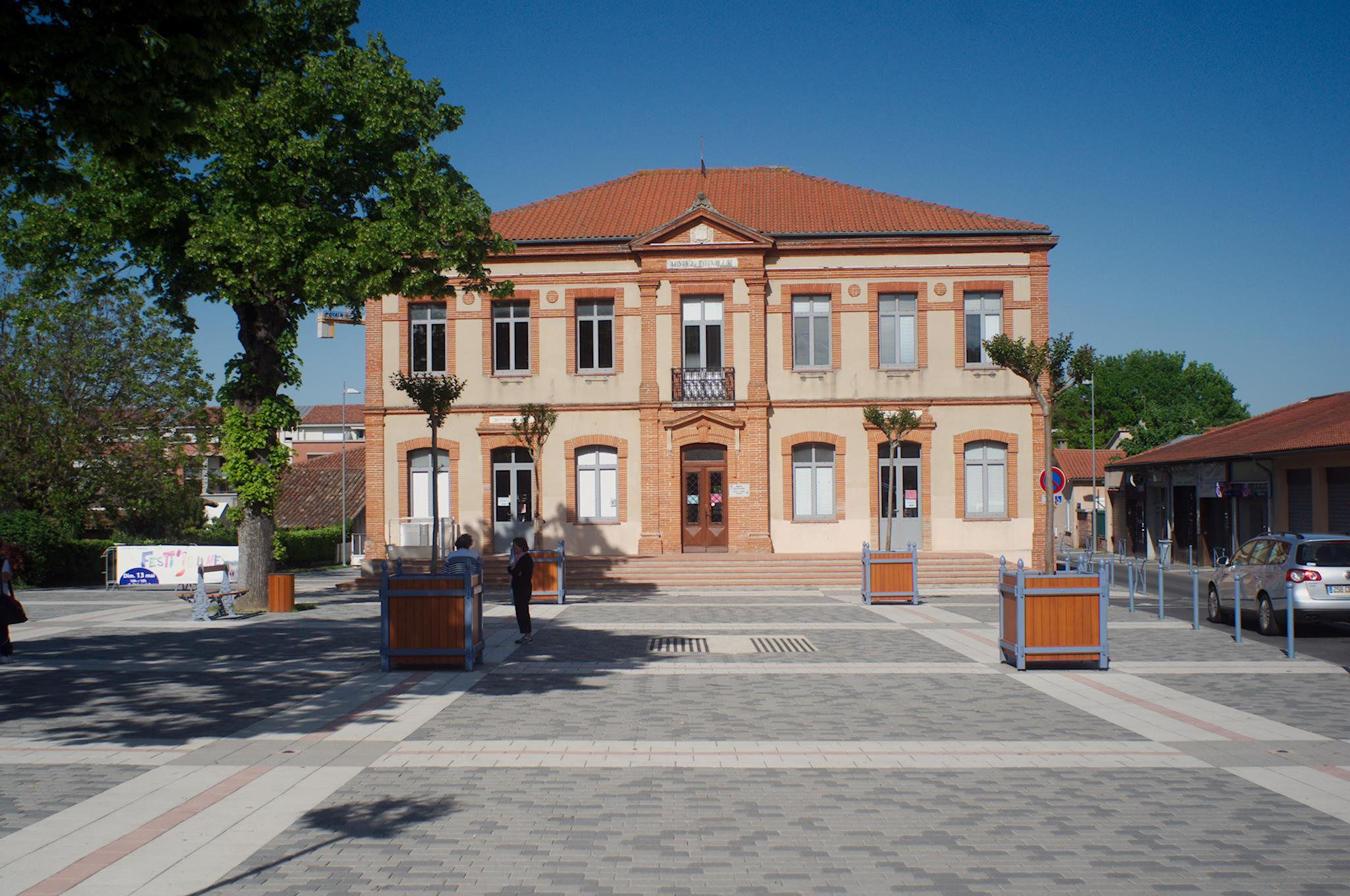
Бывшая мэрия
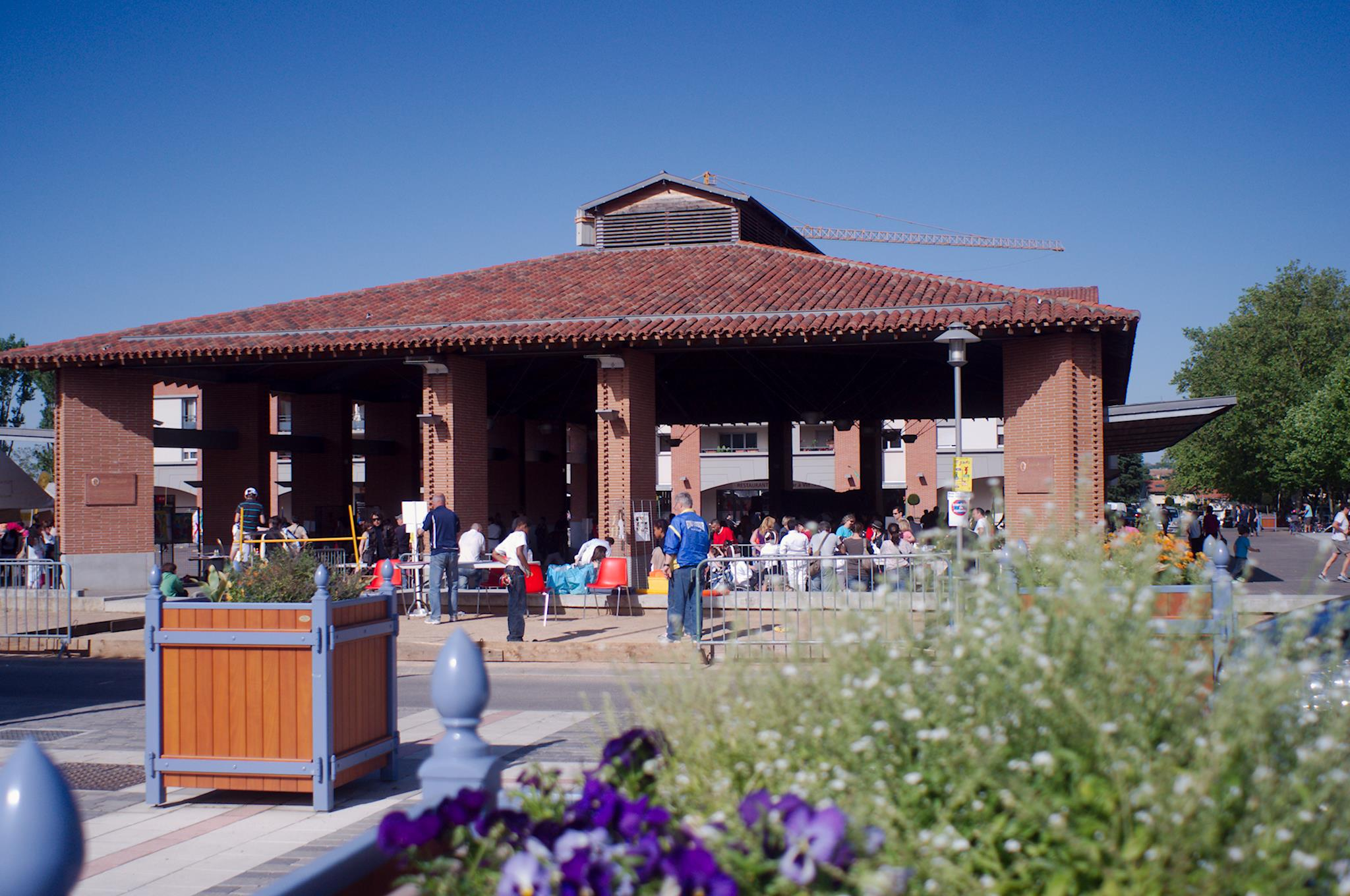
Крытый рынок
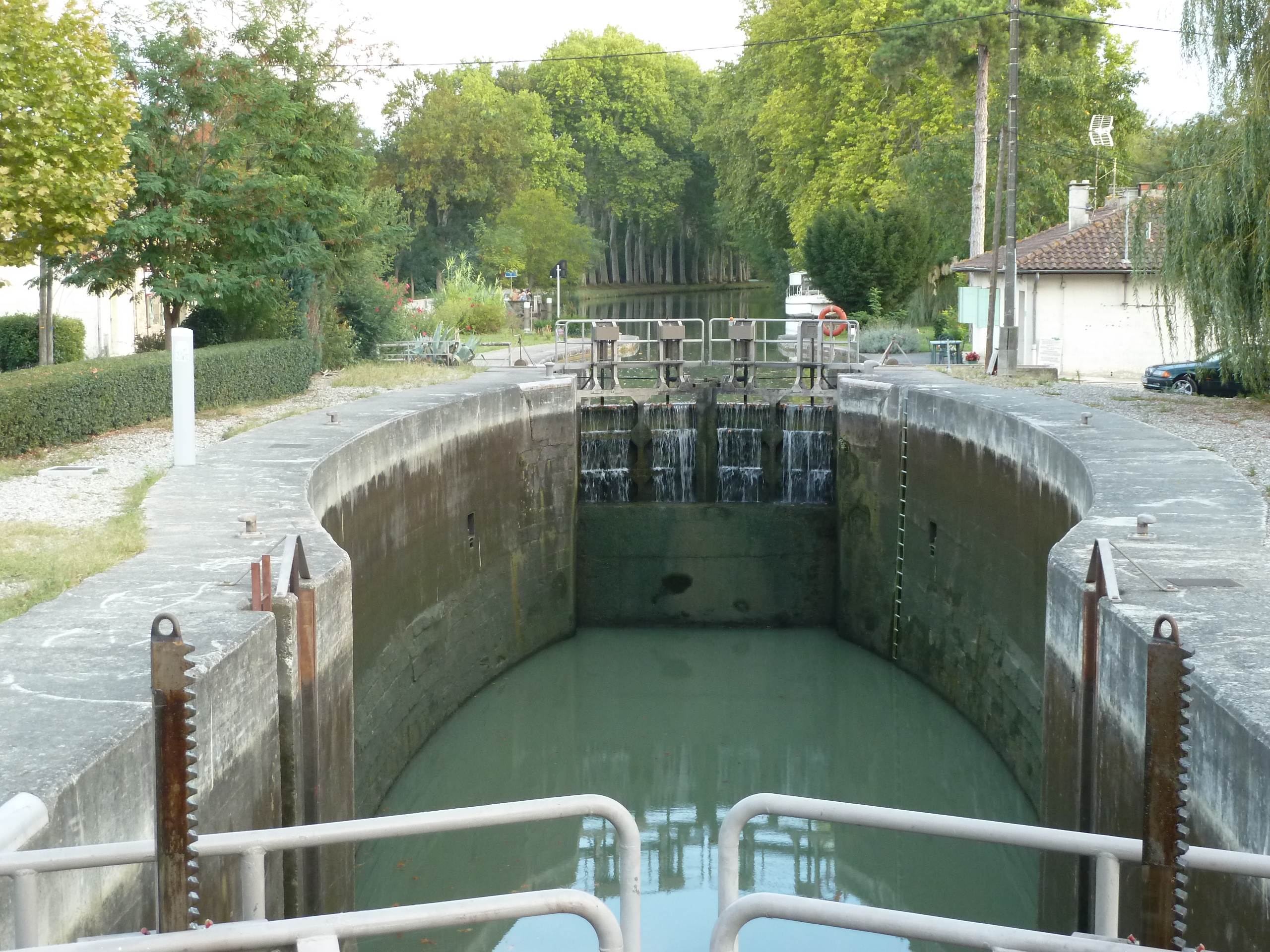
Южный канал: шлюз Кастане
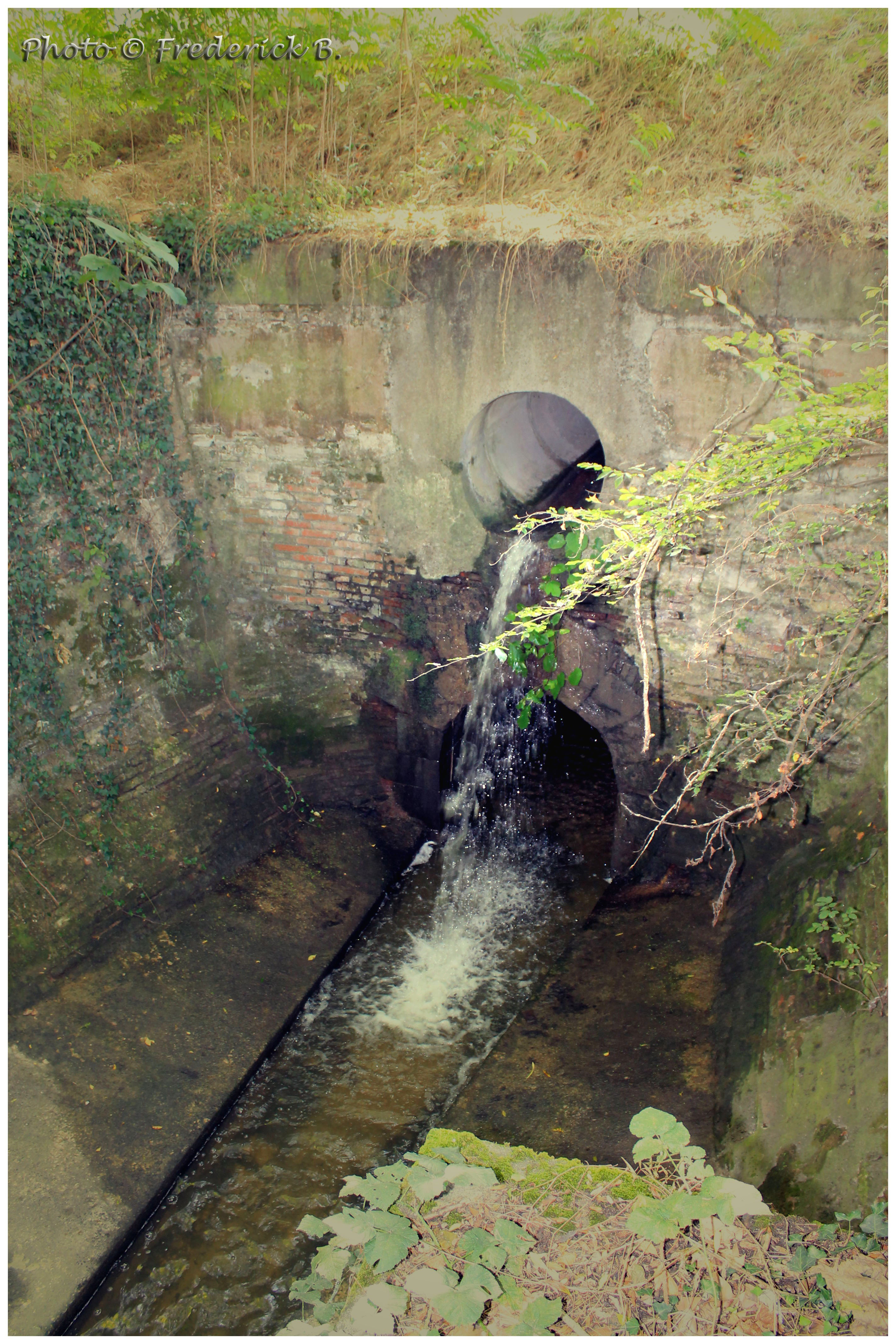
Южный канал: акведук Кастане